# Манто Маврогенус

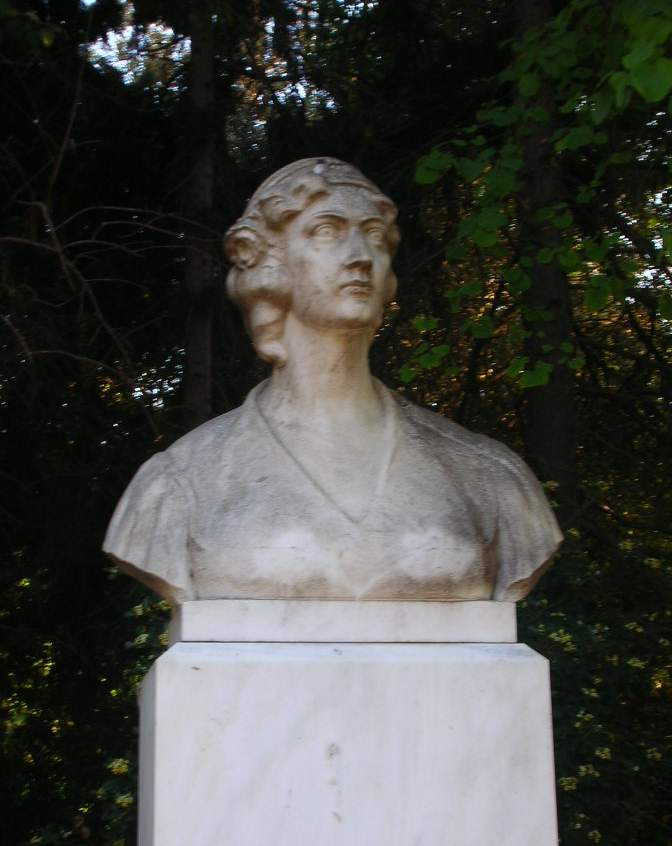
Бюст Манто в парку Педіон ту Ареос, Афіни

Манто́ Мавроге́нус (грец. Μαντώ Μαυρογένους, 1796 або 1797, Трієст — липень 1848, Парос) — грецька національна героїня, учасниця визвольної війни Греції, віддала всі свої статки на боротьбу з Османською імперією.

## Біографія
Манто Маврогенус народилася в італійському Трієсті в купецькій родині. Виховувалася в аристократичному оточенні, в коледжі вивчала класичну грецьку філософію й історію, вільно володіла французькою, італійською і турецькою.
1809 року вона з родиною переїхала на острів Парос. Від свого батька дізналася, що таємна організація «Філікі Етерія» готує повстання з метою повалення османського ярма. Після смерті батька 1818 року переїхала на острів Тінос. а з початком визвольної війни перебралась на острів Міконос і долучилася до повстанців.
За свій рахунок Маврогенус оснастила 2 кораблі, які здійснювали набіги на турків, що окупували острів Міконос. Манто Маврогенус особисто очолила повстання проти турків. 22 жовтня 1822 року острів Міконос був звільнений від турків. Крім того, Маврогенус на свій кошт організувала загін з 150 осіб для участі у звільненні Пелопонесу, а також направила фінансову допомогу повстанцям, які захищали острів Самос.
Організована нею флотилія з кількох кораблів взяла участь у ряді битв визвольної війни. Всі свої кошти й коштовності Маврогенус віддала на фінансування своїх загонів: зброя, боєприпаси, провіант. З метою збору коштів для фінансування тих подій вона поїхала в Європу і виступила зі зверненням до жінок Парижу, закликаючи допомогти грецькому народу в його боротьбі.
1823 року Маврогенус приїхала в Нафпліон, щоб бути в центрі боротьби проти Османської навали. Там вона зустрілася з Деметріосом Іпсіланті, з яким прожила кілька років. Після розставання жила в бідності, оскільки всі свої статки витратила на визвольну війну і була в боргах. Після закінчення війни їй присвоєно звання генерал-лейтенанта. 
Манто Маврогенус померла на Паросі в липні 1840 року в злиднях.

## Пам'ять
- В Афінах встановлено погруддя Манто Маврогенус.
- У місті Хора на острові Міконос її ім'ям названо вулицю, на якій встановлено бюст героїні.
- Її зображення карбувалося на монетах 2 грецьких драхм в період 1988—2001 років[3].
- 1971 на екрани вийшла стрічка «Манто Маврогенус», головну роль в ній виконала Дженні Карезі[4].